# 哈德良神廟

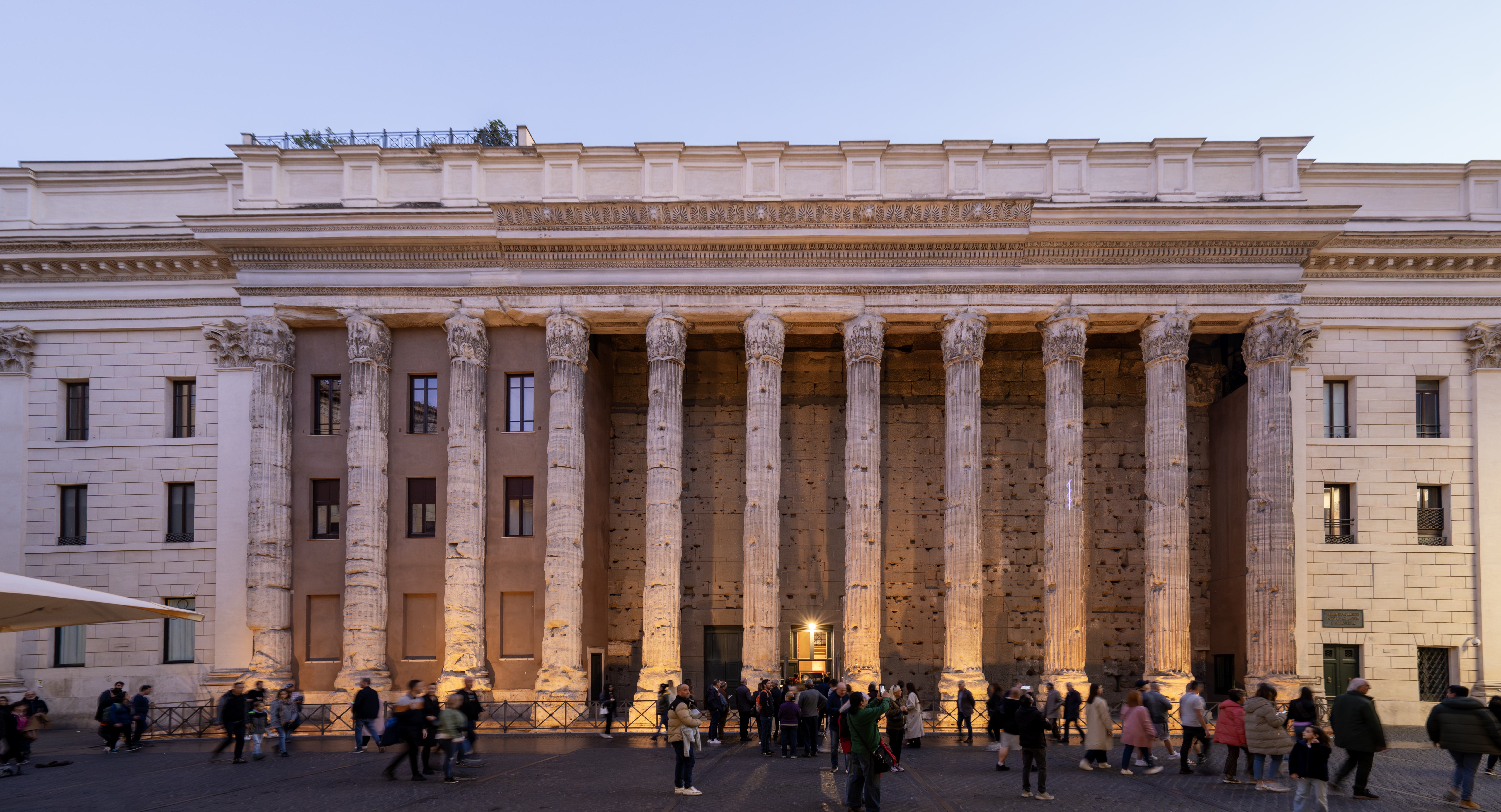
哈德良神廟側面柱廊現仍保存

哈德良神廟（Templum Divus Hadrianus）是位於義大利首都羅馬戰神廣場的古羅馬神廟之一，獻給皇帝哈德良。這座建築由他的繼任者安敦寧·畢尤修建於145年。現在哈德良神廟仍有一面外牆及外部柱廊的11根柱子得到保存，並融入羅馬商會大樓中。

## 外部連結
- Platner and Ashby

41°53′59″N 12°28′46″E / 41.89972°N 12.47944°E